# إسرائيل - بريمير تيك
إسرائيل - بريمير تيك (بالإنجليزية: Israel–Premier Tech) هو فريق دراجات يشارك في طواف العالم للدراجات تأسس عام 2014 يقع مقره في إسرائيل.